# Jakt- och fiskesamerna
Jakt- och fiskesamerna är ett samiskt politiskt parti i Sverige.
Jakt- och fiskesamerna är Sametingets största parti. Efter sametingsvalet 2021 har partiet tolv av Sametingets trettioen mandat. 
Partiordförande är Håkan Jonsson.

## Partiets åsikter
Till Jakt- och fiskesamernas hjärtefrågor hör alla samers rätt till land och vatten oberoende av andra faktorer såsom yrke, kön, arbete, bostadsort etcetera. Partiet menar att fler unga och välutbildade samer kommer att vilja flytta tillbaka till Sápmi om de ges samma rättigheter som de samer som arbetar med renskötsel.
Partiet arbetar även för att principen en person–en röst ska gälla i samebyarna (i stället för att utgå från antalet renar personen äger, som i dag).
Partiet kämpar mot all form av rasism och segregation, och vill att alla samiska byggnader och kulturspår ska restaureras och att utbildning ska erbjudas på alla dialekter av samiska.

## Partigrupp i Sametinget
Efter valet 2021 representeras Jakt- och fiskesamerna i Sametinget av följande 12 ledamöter:
- Håkan Jonsson, Sorsele
- Josefina Skerk, Bergnäs
- Lars Jonas Johansson
- Mona Persson, Arjeplog
- Sten Wälitalo, Jukkasjärvi
- Veronika Håkansson, Storuman
- Eric Oskar Oskarsson, Härnösand
- Lars Paul Kroik, Borensberg
- Daniel Holst, Umeå
- Marita Granström, Sundsvall
- Johan Hedemalm, Kiruna
- Ulla Karin Sarri, Kiruna

## Partiledare
- 1993-2025 Håkan Jonsson

## Valresultat
| År   | Röster | Procent | Mandat  |
| ---- | ------ | ------- | ------- |
| 1993 | [ 2 ]  | %       | 2 / 31  |
| 1997 | [ 2 ]  | %       | 3 / 31  |
| 2001 | [ 2 ]  | %       | 6 / 31  |
| 2005 | 1361   | 30,17 % | 9 / 31  |
| 2009 | 1069   | 23,15 % | 7 / 31  |
| 2013 | 1209   | 26,75 % | 9 / 31  |
| 2017 | 1469   | 29,16 % | 9 / 31  |
| 2021 | 2242   | 37,54 % | 12 / 31 |